# Mina (indoarijski jezik)
Mina jezik (ISO 639-3: myi), indoarijski jezik, pobliže neklasificiran, kojim govori 3 800 000 ljudi (2003) u indijskim državama Madhya Pradesh i Rajasthan. U Madhya Pradeshu se govori u distriktima Guna, Rajgarh, Vidisha, i u Rajasthanu u distriktima Jaipur, Alwar, Bharatpur, Sawai Madhopur, Tonk, Bundi i Ajmer.
Etnička grupa nije u nikakvoj vezi s plemenom Mina Bhil koji govore jezikom wagdi [wbr]

## Vanjske poveznice
- Ethnologue (14th)
- Ethnologue (15th)